# Michael Ball (cantor)
Michael Ashley Ball (Bromsgrove, Worcestershire, Inglaterra, 27 de junho de 1962), actor e cantor britânico, vencedor de um Prémio Oliver.
É conhecido por canções como Love Changes Everything e no teatro atuou como Marius em Les Misérables, Alex em Aspects of Love, Caractacus Potts em Chitty Chitty Bang Bang, Raoul em The Phantom of the Opera e Edna Turnblad em Hairspray. Representou o Reino Unido no Festival Eurovisão da Canção 1992, com a canção "One Step Out of Time" que terminou em segundo lugar, com 139 pontos. 